# Basset bleu de gascogne
För andra betydelser, se Basset.
Basset bleu de gascogne är en hundras från Gascogne i sydvästra Frankrike. Den är en långsamdrivande hund av basset-typ som i hemlandet används både som ensamdrivande hund och för jakt i koppel (pack). På 1890-talet var rasen utdöd men en monsieur Bourbon beslöt sig för att återskapa den. Som avelsmaterial använde han grand bleu de gascogne och den nu utdöda basset santongeois. Efter andra världskriget var rasen på nytt närmast utdöd, men 1968 vidtog ett nytt uppbyggnadsarbete med hjälp av petit bleu de gascogne. För att få högre utmärkelser på hundutställning måste basset bleu de gascogne ha meriter från jaktprov för drivande hund.